# Liste der Fachhochschulen in Finnland
Dies ist eine Liste der Fachhochschulen in Finnland: Es gibt in Finnland 28 Fachhochschulen. Davon sind 16 im gemeindlichen Besitz und zehn im Privatbesitz. Die Polizeifachhochschule gehört dem finnischen Staat und die Fachhochschule Åland der Provinz Åland.
- Fachhochschule Åland (Högskolan på Åland)
- Fachhochschule Arcada (Yrkeshögskolan Arcada)
- Diakoniefachhochschule (Diakonia-ammattikorkeakoulu)
- Fachhochschule Haaga-Helia
- Fachhochschule Helsinki Metropolia
- Fachhochschule Häme
- Humanistische Fachhochschule (Humanistinen ammattikorkeakoulu)
- Fachhochschule Jyväskylä
- Fachhochschule Kajaani
- Fachhochschule Karelia
- Fachhochschule Kemi-Tornio
- Fachhochschule Kymenlaakso
- Fachhochschule Lahti
- Laurea-Fachhochschule (Laurea-ammattikorkeakoulu)
- Fachhochschule Mikkeli
- Fachhochschule Mittelösterbotten
- Fachhochschule Novia (Yrkeshögskolan Novia)
- Fachhochschule der Region Oulu (Oulunseudun ammattikorkeakoulu)
- Fachhochschule Pirkanmaa
- Polizeifachhochschule
- Fachhochschule Rovaniemi
- Fachhochschule Satakunta
- Fachhochschule Savonia (Savonia-ammattikorkeakoulu)
- Fachhochschule Seinäjoki (Seinäjoen ammattikorkeakoulu)
- Fachhochschule Stadia Helsinki (Helsingin ammattikorkeakoulu Stadia)
- Fachhochschule Südkarelien
- Fachhochschule Tampere
- Fachhochschule Turku (Turun ammattikorkeakoulu)
- Fachhochschule Vaasa